# Birmensdorf
Birmensdorf är en ort och kommun i distriktet Dietikon i kantonen Zürich, Schweiz. Kommunen har 7 263 invånare (2023).
I kommunen finns även orten Landikon.